# 문

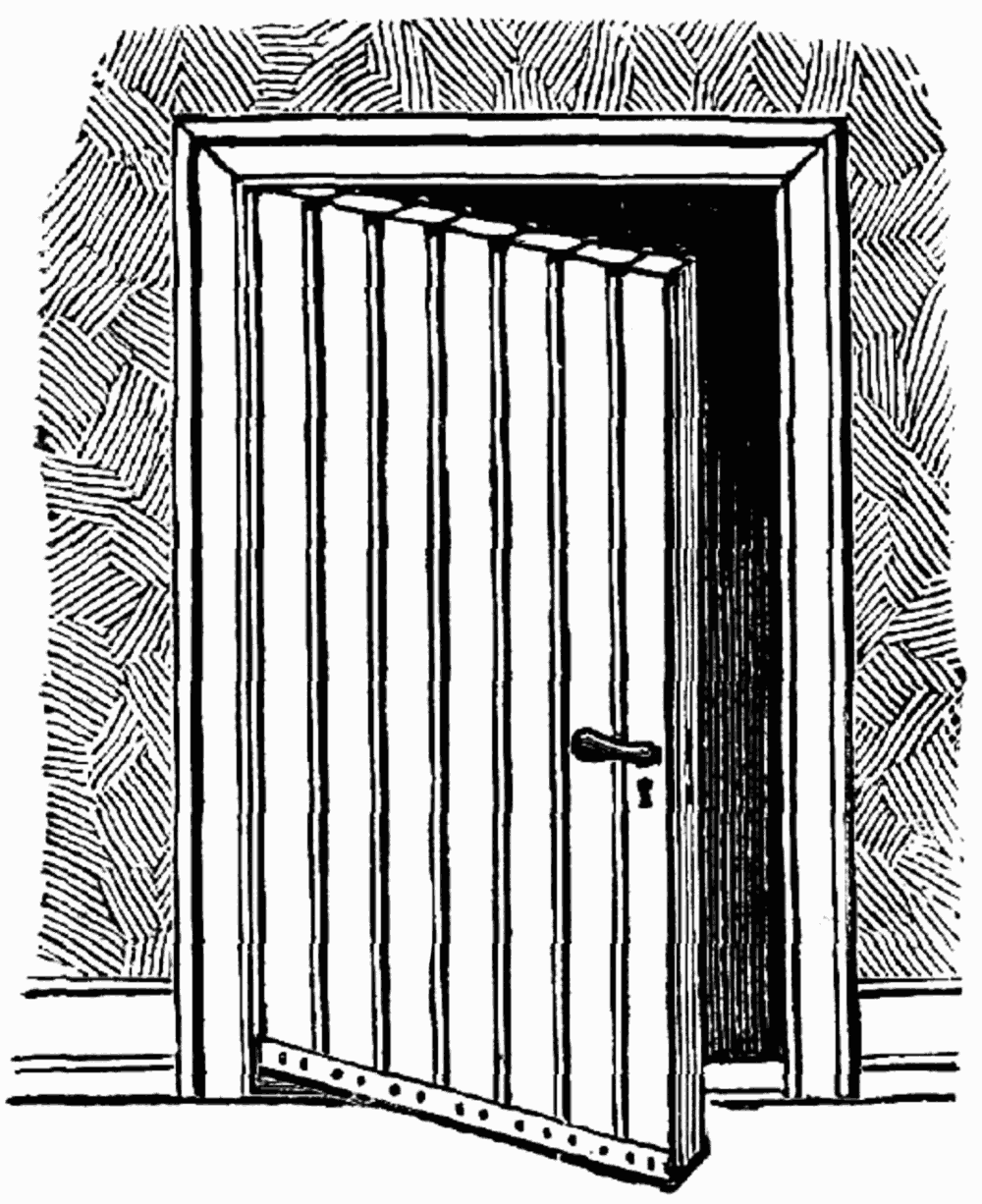
문

문(門, 영어: Door)은 일반적으로 건물과 그 내부의 방, 차량, 철도, 차량, 항공기 등의 출입구에 붙여지는 이름이다.
사람이나 물건의 출입을 주 목적으로 하지 않는 건물의 개구부는 창문이라고 하며, 문에 설치된 애완동물 등이 통과하기 위해 만든 작은 문은 펫 도어라고 한다.

## 역사
가장 초기에 기록된 문은 이집트 무덤의 그림에 나타나며, 각각 하나의 나무 조각으로 이루어진 단일 또는 이중 문으로 표시된다. 사람들은 이것이 사후 세계로 가는 문이라고 믿었을 수도 있으며 일부에는 사후 세계의 디자인이 포함되어 있다. 기후가 극도로 건조한 이집트에서는 뒤틀림을 방지하기 위해 문을 틀로 만들지 않았지만 다른 나라에서는 틀로 만든 문을 요구했다.
가장 오래된 문은 솔로몬 왕의 성전이 올리브 나무로 되어 있다는 성서의 묘사(열왕기상 6장 31~35장)에서 언급된 것과 같이 목재로 만들어졌으며, 금으로 조각되고 입혀졌다. 호머가 언급한 문은 은이나 황동으로 포장된 것으로 보인다. 올리브나무 외에 느릅나무, 삼나무, 참나무, 편백나무도 사용되었다. 스위스 취리히 근처의 고고학자들이 5,000년이 넘은 문 두 개를 발견했다.
고대 그리스와 로마의 문은 단일 문, 이중 문, 삼중 문, 미닫이 문 또는 접이식 문이었으며 마지막 경우에는 잎이 경첩으로 접혀졌다. 아그리겐툼(Agrigentum)에 있는 테론(Theron)의 무덤에는 돌로 조각된 4개의 패널로 된 문이 하나 있다.
그리스 학자 알렉산드리아의 헤론(Heron of Alexandria)은 로마 이집트 시대인 서기 1세기에 알려진 최초의 자동문을 만들었다. 최초의 발 센서로 작동되는 자동문은 수나라 양제(재위 604~618) 때 중국에서 만들어졌으며 왕실 도서관에 자동문이 설치되었다.
구리와 그 합금은 중세 건축에 필수적인 요소였다. 베들레헴에 있는 예수 탄생 교회(6세기)의 문은 패턴이 새겨진 청동판으로 덮여 있다. 8세기와 9세기 콘스탄티노플의 하기아 소피아(Hagia Sophia)의 문은 청동으로 세공되었으며, 유사한 제작의 엑스라샤펠(Aix-la-Chapelle) 대성당(9세기)의 서쪽 문은 아마도 콘스탄티노플에서 가져온 것으로 추정된다. 베니스의 세인트 마크에 있는 곳 중 하나이다. 독일 아헨 대성당의 청동 문은 서기 800년경으로 거슬러 올라간다. 피렌체 대성당의 청동 세례당 문은 1423년 기베르티에 의해 완성되었다.
카이로에 있는 모스크의 문은 두 가지 종류가 있었다. 외부를 청동이나 철판으로 덮고, 장식 무늬로 자르고, 양각으로 돌기를 새겼거나 상감한 문이다. 그리고 인터레이스된 사각형과 다이아몬드 디자인으로 된 나무 프레임의 것이다. 후자의 디자인은 원래 콥트어에서 유래되었다. 노르만인을 위해 사라센 노동자들이 만든 팔레르모 궁전의 문은 잘 보존된 훌륭한 예이다. 다소 유사한 장식 종류의 문이 베로나에서도 발견되는데, 문살과 난간 가장자리가 비스듬하고 노치가 있다.
르네상스 시대의 이탈리아 문은 아주 단순했고, 건축가들은 효과를 내기 위해 출입구에 더 많은 것을 의존했다. 그러나 프랑스와 독일에서는 그 반대의 경우가 있는데, 특히 루이 14세와 루이 15세 시대에 문은 정교하게 조각되었으며 때로는 페디먼트와 틈새가 있는 기둥과 엔타블러쳐와 같은 건축학적 특징이 있으며 출입구는 일반 석조로 되어 있다. 이탈리아에서는 패널 수를 늘려 규모를 늘리는 경향이 있었던 반면, 프랑스에서는 그 반대의 경향이 있었던 것 같다. 두 개의 잎으로 된 퐁텐블로의 큰 문 중 하나는 마치 하나의 큰 패널로만 구성된 것처럼 완전히 구현되었다.
케네디 우주 센터에 있는 NASA의 차량 조립 건물에는 4개의 가장 큰 문이 있다. 차량 조립 건물은 원래 아폴로 임무의 새턴 차량 조립을 위해 건설되었으며 이후 우주 왕복선 작전을 지원하는 데 사용되었다. 4개의 문 각각의 높이는 139미터(456피트)이다.
영국에서 가장 오래된 문은 웨스트민스터 사원에서 발견할 수 있으며 1050년에 제작되었다. 17세기 영국에서는 문 패널을 볼렉션이나 돌출 몰딩으로 장식했으며 때로는 풍성하게 조각하기도 했다. 18세기에는 문틀의 몰딩이 만들어졌고 난간에는 달걀과 다트 장식이 새겨졌다.

## 구조
- 문지방(門地枋): 문 아래에 가로로 댄 돌이나 나무 따위를 뜻한다.
- 중방(中枋): 벽의 한가운데를 가로지르는 나무로, 문 위에 틀은 특별히 문중방(門中枋)으로 구분해 부른다.
- 문설주(門설柱): 문 양쪽에 세운 기둥으로 문짝을 달기 위해 보통 경첩이 붙어있다.
- 문짝: 문틀에 끼워 여닫는 문 (한 짝)

## 종류

### 기구에 의한 종류
- 여닫이문: 밀거나 당겨서 열고 닫는 문
- 미닫이문: 옆으로 밀어서 열고 닫게 되어 있는 문
- 회전문: 자동 또는 수동으로 돌아가는 문

### 동력에 의한 종류
- 자동문
- 수동문

### 용도에 의한 종류
- 방화문

## 안전
문의 안전은 도어 관련 사고 예방과 관련이 있다. 이러한 사고는 다양한 형태와 여러 위치에서 발생한다. 자동차 문부터 차고 문까지. 사고는 심각도와 빈도가 다양하다. 미국 국가안전협의회(National Safety Council)에 따르면 매년 약 300,000건의 문 관련 부상이 발생하고 있다.
사고 유형은 문이 벽과 같은 다른 물체를 손상시키는 비교적 경미한 경우부터 인명, 특히 손가락, 손, 발에 부상을 초래하는 심각한 경우까지 다양하다. 닫히는 문은 경첩 사이에 평방인치당 최대 40톤의 압력을 가할 수 있다. 각종 사고가 잇따르면서 소송 건수도 급증했다. 따라서 자동차 문이나 건물 내 문이 보호되지 않으면 조직이 위험에 처할 수 있다.

## 같이 보기
- 스크린도어

## 참고 문헌
- 본 문서에는 현재 퍼블릭 도메인에 속한 브리태니커 백과사전 제11판의 내용을 기초로 작성된 내용이 포함되어 있습니다.